# Ли, Белинда
Бели́нда Ли (англ. Belinda Lee; 15 июня 1935, Бадли-Солтертон, Девон, Великобритания — 12 марта 1961, Сан-Бернардино, Калифорния, США) — британская киноактриса.

## Биография и карьера
Родилась в семье владельца отеля Роберта Ли, отставного армейского капитана, и флориста Стеллы Мэри Грэм. Окончила Королевскую академию драматических искусств в Лондоне. 
Играя в постановках Ноттингемского театра, замечена была режиссёром Вэлом Гестом, пригласившим её на роль в картине «Автобус-беглец». В 1954 году завоевала на конкурсах красоты титулы «Мисс Рождество» и «Мисс глубокий океан» (ВМС США), подписав затем контракт с кинокомпанией Rank Studios и сыграв главную женскую роль в её комедии «Калиф на час». В начале актёрской карьеры исполнила несколько серьёзных драматических ролей; позже в основном перешла на амплуа эффектных пышногрудых блондинок. Одну из таких ролей сыграла в комедии 1956 года «Кто это сделал?» в партнёрстве с британским комиком Бенни Хиллом.
В 1954—1959 годах была замужем за фотографом Корнелом Лукасом. После развода переехала в Италию, где продолжала играть искусительниц в малобюджетных итальянских фильмах. Изредка исполняла более серьёзные роли — в том числе в историко-приключенческой картине британского режиссёра Брайана Десмонда Херста «Опасное изгнание» и приключенческой мелодраме Кена Эннакина «Под небом Африки», снимавшейся в Национальном парке Крюгера в ЮАР, а также в драмах «Вязальщицы» Франческо Рози и «Долгая ночь сорок третьего года» Флорестано Ванчини. Всего в её послужном списке 34 роли.
Погибла в автокатастрофе в Калифорнии неподалёку от города Сан-Бернардино по пути из Лас-Вегаса в Лос-Анджелес, где снималась в очередном фильме.
Похоронена на некатолическом кладбище в Риме.

## Избранная фильмография

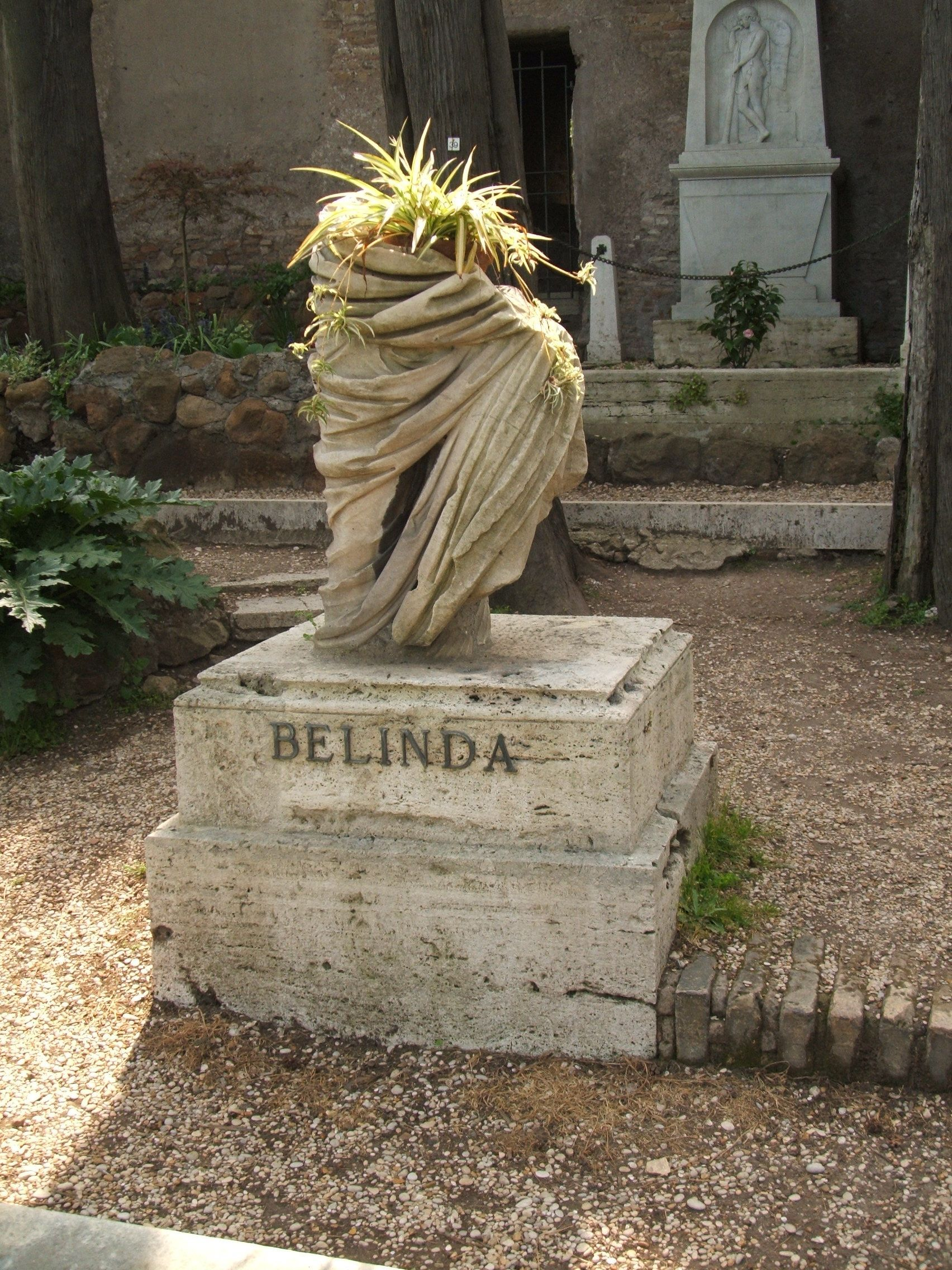
Надгробие Белинды Ли на римском некатолическом кладбище

| Год  |   | Русское название                | Оригинальное название          | Роль              |
| ---- | - | ------------------------------- | ------------------------------ | ----------------- |
| 1954 | ф | Автобус-беглец                  | The Runaway Bus                |                   |
| 1954 | ф | Убийство по договорённости      | Murder by Proxy                | Филлис Бруннер    |
| 1954 | ф | Жизнь с Лайонсами               | Life with The Lyons            |                   |
| 1954 | ф | Знакомьтесь: мистер Каллахан    | Meet Mr. Callaghan             |                   |
| 1954 | ф | Красотки Сан-Триньяна           | The Belles of St Trinian’s     |                   |
| 1955 | ф | Шаги в тумане                   | Footsteps in the Fog           |                   |
| 1955 | ф | Не курить                       | No Smoking                     |                   |
| 1955 | ф | Калиф на час                    | Man of the Moment              | Соня              |
| 1956 | ф | Кто это сделал?                 | Who Done It?                   | Фрэнки Мейн       |
| 1956 | ф | Свидетельница                   | Eyewitness                     | Пенн              |
| 1956 | ф | Большие деньги                  | The Big Money                  | Глория            |
| 1957 | ф | Венера из Херонеи               | La Venere di Cheronea          | Афродита          |
| 1957 | ф | Опасный изгнанник               | Dangerous Exile                | Вирджиния Трэйл   |
| 1958 | ф | Под небом Африки                | Nor the Moon by Night          | Элис Лэнг         |
| 1959 | ф | Вязальщицы                      | I Magliari                     | Паула Майер       |
| 1959 | ф | Ночи Лукреции Борджиа           | Le notti di Lucrezia Borgia    | Лукреция Борджиа  |
| 1959 | ф | Отпуск на Майорке               | Brevi amori a Palma di Majorca | Мэри Мур          |
| 1959 | ф | Кадрящие                        | Les dragueurs                  | Гислейн           |
| 1960 | ф | Роскошные женщины               | Femmine di lusso               | Адриана Брессан   |
| 1960 | ф | Долгая ночь сорок третьего года | La lunga notte del ’43         | Анна Барилари     |
| 1960 | ф | Мари с Островов                 | Marie des Isles                | Мари              |
| 1960 | ф | Отпуск на Майорке               | Brevi amori a Palma di Majorca |                   |
| 1960 | ф | Мессалина                       | Messalina                      | Валерия Мессалина |
| 1961 | ф | Призраки Рима                   | Fantasmi a Roma                | Эйлин Шарм        |
| 1961 | ф | Константин Великий              | Costantino il Grande           | Фауста            |
| 1961 | ф | Проданный своими братьями       | Giuseppe venduto dai fratelli  | Энет              |